# Johannesburg Challenger 1991
Il Johannesburg Challenger 1991 è stato un torneo di tennis facente parte della categoria ATP Challenger Series nell'ambito dell'ATP Challenger Series 1991. Il torneo si è giocato a Johannesburg in Sudafrica dal 25 novembre al 1º dicembre 1991 su campi in cemento.

## Vincitori

### Singolare
Todd Witsken ha battuto in finale  Wayne Ferreira con il punteggio di 4-6, 6-3, 6-4.

### Doppio
Kevin Curren /  Royce Deppe hanno battuto in finale  Stefan Kruger /  Danie Visser con il punteggio di 7-5, 6-2.